# Barin
Barin (arab. بعرين) – miejscowość w Syrii, w muhafazie Hama. W 2004 roku liczyła 5559 mieszkańców.